# Jaya Baru (Simeulue)
Jaya Baru is een bestuurslaag in het regentschap Simeulue van de provincie Atjeh, Indonesië. Jaya Baru telt 451 inwoners (volkstelling 2010).